# Adolfo Buylla
Adolfo Álvarez Buylla Aguelo (né en 1927 à Saragosse et mort le 18 janvier 1998 à Oviedo) est un auteur de bande dessinée espagnol.
Révélé en 1954 par son adaptation du feuilleton radiophonique Diego Valor, il travaille ensuite beaucoup pour Bruguera, reprenant notamment El Capitán Trueno en 1960. À partir des années 1970, il travaille surtout pour les marchés américain et britannique, dessinant de nombreux comic book d'horreur ou de science-fiction (Boris Karloff Tales of Mystery, The Twilight Zone, etc.)

## Prix
- 1992 : Prix Haxtur de l'« auteur que nous aimons », pour l'ensemble de sa carrière[réf. souhaitée]